# Alma Hagenbucher
Alma Hagenbucher (* 24. August 1922 in Lautenbach, heute Teil der Gemeinde Fichtenau; † 22. Mai 2012 in Eichenau) war eine deutsche Geschäftsfrau.

## Leben und Wirken
Nach ihrer Dienstzeit als Luftwaffenhelferin war sie zunächst im Textilgroßhandel tätig. 1970 eröffnete sie zusammen mit einer Freundin zusätzlich ein Textileinzelhandelsgeschäft im oberbayerischen Eichenau, das sie bis Ende 1993 führte. Sie lebte in Eichenau.
1960 trat Alma Hagenbucher dem Deutschen Gewerbeverband bei. Von 1972 bis 1997 war sie Vorsitzende der Ortsgruppe Eichenau; außerdem bekleidete sie das Amt der Kreisvorsitzenden. Nach der Wende wurde sie zusätzlich Beauftragte des Landesverbandes Bayern für die Beziehungen zum Landesverband Thüringen und war dort Mitglied im Landesvorstand.
Alma Hagenbucher war Mitbegründerin des Ortsverbandes Eichenau der CSU sowie des Kreisverbandes der Frauenunion. Vom März 1977 bis April 1978 gehörte sie dem Kreistag des Landkreises Fürstenfeldbruck an. 
Darüber hinaus war sie als Richterin am Handelsgericht tätig.
Im Jahre 1988 wurde Alma Hagenbucher mit dem Bundesverdienstkreuz am Bande ausgezeichnet; 1994 erhielt sie den Bayerischen Verdienstorden.
Alma Hagenbucher war eine Nichte des Malers Wilhelm Sauter.